# O Maior Amor do Mundo
O Maior Amor do Mundo é um filme brasileiro do gênero drama, lançado em 2006. É o 16º filme dirigido por  Cacá Diegues.
Suas filmagens foram realizadas no Rio de Janeiro, entre setembro e outubro de 2005, e contou com cerca de sessenta locações na cidade e na Baixada Fluminense. O filme aborda o tema das favelas, recorrente na obra de Diegues.

## Sinopse
O filme aborda essencialmente a busca do indivíduo pela sua identidade, através da trajetória de um cientista brasileiro que, tendo vivido a maior parte de sua vida nos Estados Unidos, volta ao Brasil à procura de sua origem e de seus pais biológicos. Nesse meio tempo, descobre que sofre de uma doença grave e acaba se apaixonando por uma moradora de subúrbio.

## Elenco
| Ator/Atriz         | Personagem               |
| ------------------ | ------------------------ |
| José Wilker        | Antônio                  |
| Taís Araújo        | Luciana                  |
| Anna Sophia Folch  | Flora                    |
| Sérgio Britto      | Maestro                  |
| Marco Ricca        | Maestro (jovem)          |
| Hugo Carvana       | Salvador                 |
| Deborah Evelyn     | Carolina                 |
| Clara Carvalho     | Sônia                    |
| Léa Garcia         | Dona Zezé (Mãe Santinha) |
| Sérgio Malheiros   | Robson (Mosca)           |
| Max Fercondini     | Antônio (jovem)          |
| Otávio Serra       | Franklin                 |
| Cíntia Rosa        | Zezé (jovem)             |
| Sílvio Guindane    | Dabé                     |
| Stephan Nercessian | Diretor do asilo         |
| Guida Viana        | Irene                    |
| Bruno de Luca      | Marco                    |
| AfroReggae         | Grupo de música no bar   |
| Flora Diegues      | Caixa do hospital        |
| Jorge Cury         | Locutor da copa de 1950  |
| Álamo Facó         | Bêbado                   |
| Marcelo Adnet      | Ascensorista             |
| George Sauma       | Sapateador               |

## Recepção
Diego Benevides em sua crítica para o Cinema com Rapadura disse que "quem vai ao cinema pensando que 'O Maior Amor do Mundo' contará apenas uma historinha romântica e amadora, se surpreende. O roteiro de Cacá Diegues tem uma dimensão que expande para o lado do auto-conhecimento de seus personagens."

## Prêmios e indicações
Festival Internacional de Cinema de Montreal 2006 (Canadá)
- Recebeu o Grand Prix des Amériques na categoria de Melhor Filme.

Festival de Biarritz 2006 (França)
- Escolhido como o Melhor Filme pelo Júri Popular Jovem.